# ティアナ・バートレッタ
ティアナ・バートレッタ（Tianna Bartoletta、1985年8月30日 ‐ ）は、アメリカ合衆国エリリア出身の陸上競技選手。専門は短距離走と走幅跳。60mで7秒02、100mで10秒78、走幅跳で7m17の自己ベストを持ち、4×100mリレーでは40秒82の世界記録保持者である。オリンピックでは4×100mリレーと走幅跳で3つの金メダルを獲得している。2012年にはソチオリンピックのボブスレーアメリカ代表候補に選出された。旧姓はティアナ・マディソン（Tianna Madison）。
短距離走と走幅跳の両方でハイレベルな記録を持つ女性選手。短距離走では2012年ロンドンオリンピック100mで4位、4×100mリレーでは世界記録を樹立して金メダルを獲得。2016年リオデジャネイロオリンピック4×100リレーでは連覇を達成した。走幅跳では19歳の若さで2005年ヘルシンキ世界選手権の金メダルを獲得すると、その後は低迷したものの10年後の2015年北京世界選手権で再び金メダルを獲得。2016年のリオデジャネイロオリンピックでも金メダルを獲得し、2年連続で世界チャンピオンに輝いた。

## 経歴

### 高校時代まで
陸上競技は中学1年生の時に開始した。しかし、父の母校でもあるエリリア高校 (en) に進学すると、当初はバレーボールとバスケットボールに取り組み、陸上競技だけに専念したのは3年生からだった。陸上競技では卒業するまでの間に走幅跳（6m24）と4×100mリレー（47秒12）でオハイオ州記録保持者になり、オハイオ州選手権では7つの個人種目を含む9つのタイトルを獲得した。2002年と2003年には2年連続でオハイオ州選手権の女子100m・200m・4×100mリレー・走幅跳で優勝し、過去にジェシー・オーエンス（1932年と1933年）とスーザン・ナッシュ（1983年と1984年）の2人しか達成していない2年連続のオハイオ州選手権4冠を達成した。
2003年6月には全米ジュニア選手権女子走幅跳を制してパンアメリカンジュニア選手権 (en) アメリカ代表に選出されると、7月の大会では6m14（-1.3）の4位でメダルにあと一歩と迫った。

### 大学時代
陸上競技の奨学金を得てテネシー大学に進学。2004年6月には1年生ながら全米学生（NCAA）選手権に出場し、女子走幅跳で10位に入った（100mは予選敗退）。同月の全米ジュニア選手権女子走幅跳で連覇を達成すると、7月の全米オリンピックトライアル（全米選手権）は8位に入った。

#### 2005年全米学生選手権
2005年3月の全米学生室内選手権女子走幅跳を6m78の自己ベスト（当時）で制し初の全米学生タイトルを獲得すると（女子60mは3位）、6月の全米学生選手権女子走幅跳も制し、室内と屋外の両方で走幅跳の全米学生チャンピオンとなった。

#### 2005年ヘルシンキ世界選手権
2005年6月の全米選手権女子走幅跳はセカンド記録の差で惜しくも優勝は逃したものの2位に入り、ヘルシンキ世界選手権アメリカ代表の座を掴んだ。8月のヘルシンキ世界選手権女子走幅跳には6m82の今季世界ランク5位（当時）として出場すると、予選で全体トップの6m83（+1.2）、決勝では5回目の跳躍で6m89（+1.1）と両ラウンドで自己ベスト（当時）をマーク。2位のタチアナ・コトワに10cmの差をつけ、19歳の若さで世界チャンピオンに輝いた。なお、バートレッタは後に「金メダルを取って調子に乗ってしまった」と当時を振り返っている。

### プロ時代
2006年1月にプロに転向し、ナイキと契約を交わした。

#### 2006年モスクワ世界室内選手権
2006年2月の全米室内選手権女子走幅跳は2位に入り（1位と3cm差）、モスクワ世界室内選手権アメリカ代表の座を掴んだ。3月のモスクワ世界室内選手権女子走幅跳には6m75の今季世界ランク3位（当時）として出場すると、決勝では6m80の自己ベストをマークしたが、優勝したタチアナ・コトワに20cm及ばず銀メダルに終わった。しかし、タチアナ・コトワはドーピング違反が2013年に発覚して金メダルを剥奪され、マディソンの順位は繰り上がり金メダル獲得となった。20歳と194日でメダルを獲得したマディソンは、この種目における最年少金メダリストおよびメダリストとなっている。

#### 2006年 - 2011年
2006年6月の全米選手権女子走幅跳は2大会連続の表彰台に上り（1位と16cm差の2位）、プロ転向以降1年目は順調かに思われたが、夏に右膝を負傷。最終的に手術を受けるほどの重傷で、競技に復帰してからは怪我を恐れて以前のように跳ぶことができなくなってしまった。2007年6月の全米選手権女子走幅跳は5位で表彰台を逃すと（3位と3cm差）、ディフェンディングチャンピオンのワイルドカードを使い出場した8月の大阪世界選手権女子走幅跳は10位、2008年6-7月の全米オリンピックトライアル（全米選手権）女子走幅跳は左足ハムストリングスに違和感のある状態で臨み、5位に終わり北京オリンピックアメリカ代表の座を逃した（3位と14cm差）。
プロ転向以降の2006年から2011年までの間にコーチも何人か変え（2006年から2008年までボブ・カーシー、2008年から2010年までCaryl Smith Gilbert、2010年から2011年までブルックス・ジョンソン）、2009年には走幅跳よりスプリントを強化した。その結果、2009年全米室内選手権女子60mは2位、2010年全米選手権女子100mは3位と表彰台に上がったものの、それぞれ世界室内選手権と世界選手権の開催されない年だったためアメリカ代表に選出されることはなかった。2011年2月の全米室内選手権はハムストリングスの怪我の影響で出場を逃し、2004年から必ず出場していた同年6月の全米選手権も初めて欠場した。コーチと種目を変えても満足いく結果は残せず状況はどん底だったが、2011年にジョン・バートレッタ（John Bartoletta）とラナ・レイダーに出会い状況は一変した。9月からラナ・レイダーに師事すると、食生活やトレーニング方法などを改善。後の夫となるジョン・バートレッタはそんなマディソンを献身的にサポートした。その結果、マディソンは2012年に世界の舞台に復帰することとなる。

#### 2012年イスタンブル世界室内選手権
2012年2月11日の全米陸上競技連盟クラシック女子60m決勝で今季世界最高記録（当時）および自己ベストとなる7秒02をマークすると、同月26日の全米室内選手権女子60mも自己ベストタイの7秒02で優勝を飾り、トラック競技で初の全米タイトルを獲得した。3月のイスタンブル世界室内選手権女子60mには7秒02の今季世界最高記録保持者（当時）として臨むと、決勝ではディフェンディングチャンピオンのベロニカ・キャンベル＝ブラウン（7秒01）、ミュリエル・アウレ（7秒04）に次ぐ7秒09で銅メダルを獲得した。2006年モスクワ大会の女子走幅跳以来、6年ぶり2つ目のメダルを獲得したマディソンは、世界室内選手権の60mと走幅跳でメダルを獲得した初の女性選手となった。

#### 2012年ロンドンオリンピック
2012年6月の全米オリンピックトライアル（全米選手権）は女子100mと女子200mと女子走幅跳にエントリーすると、女子100mは準決勝で10秒96（+1.4）、決勝で10秒96（+0.9）と2ラウンド続けて自己ベスト（当時）をマーク。優勝したカーメリタ・ジーターには0秒04及ばなかったものの2位に入り、初出場となったこの種目で初のオリンピックアメリカ代表の座を掴んだ。女子200mでも決勝に進出したが6位に終わり表彰台は逃した。女子走幅跳は予選が200m準決勝の約30分後に行われるスケジュールだったため、怪我を避けるためにも跳躍はしなかった。
オリンピックデビューとなった8月のロンドンオリンピックでは女子100mと女子4×100mリレーに出場した。女子100mは予選で10秒97（+0.7）、準決勝で10秒92（+1.0）、決勝で10秒85（+1.5）と3ラウンド全てにおいて10秒0台をマークし、尚且つ準決勝と決勝では自己ベスト（当時）をマークした。しかし、シェリー＝アン・フレーザー＝プライス（10秒75）、カーメリタ・ジーター（10秒78）、ベロニカ・キャンベル＝ブラウン（10秒81）に次ぐ4位に終わり、0秒04差で惜しくもメダルは逃した。女子4×100mリレーではアメリカチームの1走を務めると、2走アリソン・フェリックス、3走ビアンカ・ナイト、4走カーメリタ・ジーターのオーダーで臨んだ決勝では、東ドイツの持つ世界記録（41秒37）を27年ぶりに塗り替える40秒82の世界新記録樹立と金メダル獲得に貢献した。

#### ボブスレー
2012年10月には女子七種競技のハイレアス・ファウンテン、女子100mハードルのロロ・ジョーンズとともにボブスレーアメリカチームのトレーニングに参加すると、後日ロロ・ジョーンズとともに2014年ソチオリンピック女子ボブスレーアメリカ代表候補（24人）に選出された。2012年11月9日のボブスレー・ワールドカップ第1戦レークプラシッド大会女子2人乗りではエラナ・マイヤーズとコンビを組み、ブレーカーを務めて3位に貢献した。

#### 2014年ソポト世界室内選手権

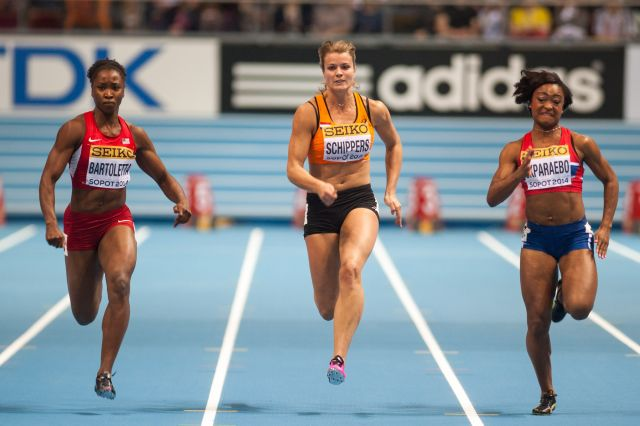
2014年ソポト世界室内選手権 (左端)

2014年2月の全米室内選手権女子60mを制し、2年ぶり2度目の優勝を果たした。3月のソポト世界室内選手権女子60m決勝では7秒06の今季自己ベストをマークし、シェリー＝アン・フレーザー＝プライス（6秒98）、ミュリエル・アウレ（7秒01）に次ぐ3位に入り、2大会連続となる銅メダルを獲得した。

#### 2014年5-6月
今年新設された5月の世界リレーでは女子4×100mでアメリカチームの1走を務め、41秒88の大会新記録（当時）樹立と金メダル獲得に貢献した。6月8日のラバト・ムハンマド6世大会 (en) 女子走幅跳では6m93（+0.2）の自己ベスト（当時）をマークし、9年の歳月を経て2005年ヘルシンキ世界選手権の優勝記録でもある6m89を塗り替えると、3日後のビスレットゲームズ女子走幅跳ではアメリカ歴代8位（当時）の記録となる7m02（+0.1）をマークし、7mジャンパーの仲間入りを果たした。

#### 2014年全米選手権 - 2015年全米室内選手権
2014年6月の全米選手権は女子100m準決勝で今季自己ベストの10秒92（+2.0）をマークし、10秒91（+2.0）のトリ・ボウイに次ぐ全体2位で決勝に進出した。トリ・ボウイが怪我のため欠場した決勝を順当に制し、屋外の全米選手権で初のチャンピオンに輝いた。7m02の今季世界最高記録保持者として臨んだ女子走幅跳は、優勝したブリトニー・リースに6cm及ばず2位に終わった。
2015年3月1日の全米室内選手権女子60mを制し、2年連続3度目の優勝を果たした。

#### 2015年北京世界選手権
2015年6月の全米選手権には女子100mと女子走幅跳に出場すると、女子100mは5位に終わり連覇を逃した。しかし、翌日の女子走幅跳決勝ではアメリカ歴代4位の記録となる7m12（-0.2）をマークし、走幅跳で全米選手権初優勝を成し遂げるとともに、10年ぶりに世界選手権アメリカ代表の座を掴んだ。
2015年8月の北京世界選手権には今季唯一の7mジャンパー（当時）として女子走幅跳に出場すると、27日の予選は全体7位の6m71で突破（なお、この種目3連覇中だったブリトニー・リースは予選で姿を消した）。迎えた翌日の決勝では5回目の跳躍を終えた時点でシャラ・プロクター（7m07）、イワナ・スパノビッチ（7m01）に次ぐ3位（6m95）だったが、最終跳躍で自己ベスト（当時）および今季世界最高記録となる7m14（+1.2）をマークし、逆転で10年ぶり2度目の優勝を成し遂げた。また、ハイケ・ドレクスラー（1983年ヘルシンキ大会と1993年シュトゥットガルト大会の女子走幅跳）以来、10年の歳月を経て再び金メダルを獲得した史上2人目の選手となった。

#### 2016年リオデジャネイロオリンピック
2016年7月の全米オリンピックトライアル（全米選手権）には女子100mと女子走幅跳に出場したが、女子走幅跳決勝の合間に女子100m予選が行われる日程のため、スパイクを履き替えて助走路とトラックを行き来しなければならなかった。女子走幅跳は2位、女子100mは3位までが10秒7台の高速レースとなった決勝で10秒78（+1.0）の自己ベストをマークして2位に入り、出場した両種目でリオデジャネイロオリンピックアメリカ代表の座を掴んだ。
2016年8月のリオデジャネイロオリンピックには女子100mと女子4×100mリレーと女子走幅跳の3種目に出場した。女子100mは決勝進出に0秒04及ばず、2大会連続の決勝進出はならなかった。女子走幅跳は予選を全体5位の6m70で突破すると、決勝では5回目の跳躍で7m17（+0.6）の自己ベストをマークし、ディフェンディングチャンピオンおよび今季世界最高記録保持者（7m31）のブリトニー・リースを2cm差で抑えて優勝した。女子走幅跳決勝翌日の午前には女子4×100mリレー予選でアメリカチームの1走を務めたが、アメリカチームは2走から3走にバトンを渡す際に横のレーンを走るブラジル選手の妨害に遭いバトンが渡らなかった。連覇の夢は途絶えたかに思われたが、アメリカの抗議が受け入れられ、同日午後に異例の再レースがアメリカ1チームだけで行われることになった。予選全体8位である中国のタイム（42秒70）を上回れば決勝に進出できるという条件の下、アメリカチームは予選全体1位の記録となる41秒77で突破。翌日の決勝では1レーンからのスタートとなったが、世界歴代2位の記録となる41秒01で連覇に貢献した。なお、この種目が行われるようになった1928年アムステルダム大会以降、1レーンのチームが優勝したのは今回が初めてだった。バートレッタは2度目のオリンピックで女子走幅跳と女子4×100mリレーの2冠を達成した。

#### 2017年ロンドン世界選手権
2017年6月の全米選手権には女子100mと女子走幅跳に出場したが、女子100mは準決勝敗退に終わり、4大会連続となる決勝進出を逃した。しかし、既にロンドン世界選手権の出場権を確保していた（ディフェンディングチャンピオンのワイルドカード）女子走幅跳は、優勝記録となった7m05（+3.0）をはじめ7m超えを3回マークし、今季世界最高記録保持者（7m13）のブリトニー・リースを抑えて2大会ぶりの優勝を飾った。7m01の今季世界ランク2位で臨んだ8月のロンドン世界選手権女子走幅跳は、9日の予選を全体2位（6m64）で突破。2大会連続の金メダルがかかった11日の決勝では、5回目の跳躍を終えた時点でメダル圏外の4位（6m88）だったが、最後の跳躍で7mに迫る6m97（-0.2）をマーク。1位のブリトニー・リース（7m02）、2位のダリヤ・クリシナ（7m00）を上回ることはできなかったが、3位だったイワナ・スパノビッチ（6m96）を1cm上回り銅メダルを獲得した。

## 人物・エピソード
- 趣味は読書、映画鑑賞など[46]。
- 2012年12月に投資家のジョン・バートレッタ（John Bartoletta）と結婚した[28]。

## 自己ベスト
記録欄の（　）内の数字は風速（m/s）で、+は追い風を意味する。
| 種目    | 記録          | 年月日                      | 場所                          | 備考     |
| 屋外    | 屋外          | 屋外                        | 屋外                          | 屋外     |
| ------- | ------------- | --------------------------- | ----------------------------- | -------- |
| 100m    | 10秒78 (+1.0) | 2016年7月3日                | ユージーン                    |          |
| 200m    | 22秒37 (+0.3) | 2012年5月12日               | ポンセ                        |          |
| 4x100mR | 40秒82 (1走)  | 2012年8月10日               | ロンドン                      | 世界記録 |
| 走幅跳  | 7m17 (+0.6)   | 2016年8月17日               | リオデジャネイロ              |          |
| 室内    |               |                             |                               |          |
| 55m     | 6秒75         | 2005年2月18日               | ノックスビル                  |          |
| 60m     | 7秒02         | 2012年2月11日 2012年2月26日 | フェイエットビル アルバカーキ |          |
| 200m    | 23秒56        | 2005年2月26日               | フェイエットビル              |          |
| 走幅跳  | 6m80          | 2006年3月12日               | モスクワ                      |          |

## 主要大会成績
備考欄の記録は当時のもの
| 年   | 大会                                | 場所             | 種目    | 結果   | 記録          | 備考                                     |
| ---- | ----------------------------------- | ---------------- | ------- | ------ | ------------- | ---------------------------------------- |
| 2003 | パンアメリカンジュニア選手権 (en)   | ブリッジタウン   | 走幅跳  | 4位    | 6m14 (-1.3)   |                                          |
| 2005 | 世界選手権                          | ヘルシンキ       | 走幅跳  | 優勝   | 6m89 (+1.1)   | 自己ベスト                               |
| 2005 | ワールドアスレチックファイナル (en) | モナコ           | 走幅跳  | 棄権   | DNS           |                                          |
| 2006 | 世界室内選手権                      | モスクワ         | 走幅跳  | 優勝   | 6m80          | 自己ベスト 大会後に2位から順位繰り上がり |
| 2007 | 世界選手権                          | 大阪             | 走幅跳  | 10位   | 6m47 (+0.9)   |                                          |
| 2012 | 世界室内選手権                      | イスタンブル     | 60m     | 3位    | 7秒09         |                                          |
| 2012 | オリンピック                        | ロンドン         | 100m    | 4位    | 10秒85 (+1.5) | 自己ベスト                               |
| 2012 | オリンピック                        | ロンドン         | 4x100mR | 優勝   | 40秒82 (1走)  | 世界記録                                 |
| 2014 | 世界室内選手権                      | ソポト           | 60m     | 3位    | 7秒06         |                                          |
| 2014 | 世界リレー (en)                     | ナッソー         | 4x100mR | 優勝   | 41秒88 (1走)  | 大会記録                                 |
| 2014 | コンチネンタルカップ (en)           | マラケシュ       | 走幅跳  | 3位    | 6m45 (0.0)    | アメリカ大陸代表                         |
| 2014 | コンチネンタルカップ (en)           | マラケシュ       | 4x100mR | 優勝   | 42秒44 (1走)  | アメリカ大陸代表                         |
| 2015 | 世界リレー (en)                     | ナッソー         | 4x100mR | 2位    | 42秒32 (1走)  | 今季アメリカ最高記録                     |
| 2015 | 世界選手権                          | 北京             | 走幅跳  | 優勝   | 7m14 (+1.2)   | 今季世界最高記録                         |
| 2016 | オリンピック                        | リオデジャネイロ | 100m    | 準決勝 | 11秒00 (+0.3) |                                          |
| 2016 | オリンピック                        | リオデジャネイロ | 4x100mR | 優勝   | 41秒01 (1走)  | 今季アメリカ最高記録                     |
| 2016 | オリンピック                        | リオデジャネイロ | 走幅跳  | 優勝   | 7m17 (+0.6)   | 自己ベスト                               |
| 2017 | 世界リレー (en)                     | ナッソー         | 4x100mR | 決勝   | DNF (1走)     | 予選42秒96 (1走)                         |
| 2017 | 世界選手権                          | ロンドン         | 走幅跳  | 3位    | 6m97 (-0.2)   |                                          |

### ダイヤモンドリーグ
ダイヤモンドリーグの総合成績を記載。獲得ポイント欄の（　）内は出場したポイント対象レースの数を意味する。
| 年   | 種目   | 総合順位 | 獲得ポイント |
| ---- | ------ | -------- | ------------ |
| 2014 | 走幅跳 | 優勝     | 16 (4レース) |
| 2015 | 走幅跳 | 優勝     | 20 (6レース) |
| 2016 | 走幅跳 | 4位      | 15 (5レース) |

優勝したダイヤモンドリーグの大会を記載（個人種目のみ）。金色の背景はポイント対象レースを意味する。
| 年   | 大会                            | 場所           | 種目   | 記録          | 備考                    |
| ---- | ------------------------------- | -------------- | ------ | ------------- | ----------------------- |
| 2014 | ビスレットゲームズ              | オスロ         | 走幅跳 | 7m02 (+0.1)   | 自己ベスト (初の7m超え) |
| 2014 | アディダスグランプリ            | ニューヨーク   | 200m   | 22秒68 (-0.5) |                         |
| 2014 | グラスゴーグランプリ            | グラスゴー     | 走幅跳 | 6m98 (+1.2)   |                         |
| 2014 | DNガラン                        | ストックホルム | 走幅跳 | 6m98 (+2.3)   |                         |
| 2015 | ドーハダイヤモンドリーグ        | ドーハ         | 走幅跳 | 6m99 (+0.6)   |                         |
| 2015 | プレフォンテインクラシック (en) | ユージーン     | 走幅跳 | 7m11 (+2.5)   |                         |
| 2015 | アスレティッシマ                | ローザンヌ     | 走幅跳 | 6m86 (-1.1)   |                         |
| 2017 | ビスレットゲームズ              | オスロ         | 走幅跳 | 6m79 (+0.8)   |                         |
| 2017 | アニバーサリーゲームズ          | ロンドン       | 走幅跳 | 7m07 (+0.8)   | 大会記録                |

### 全米選手権
優勝した全米選手権（室内も含む）を記載
| 年   | 大会           | 場所         | 種目   | 記録          | 備考        |
| ---- | -------------- | ------------ | ------ | ------------- | ----------- |
| 2012 | 全米室内選手権 | アルバカーキ | 60m    | 7秒02         | 自己ベスト  |
| 2014 | 全米室内選手権 | アルバカーキ | 60m    | 7秒08         |             |
| 2014 | 全米選手権     | サクラメント | 100m   | 11秒15 (-2.1) |             |
| 2015 | 全米室内選手権 | ボストン     | 60m    | 7秒08         |             |
| 2015 | 全米選手権     | ユージーン   | 走幅跳 | 7m12 (-0.2)   | 全米歴代4位 |
| 2017 | 全米選手権     | サクラメント | 走幅跳 | 7m05 (+3.0)   |             |